# Batalla de Miriocèfal
La batalla de Miriocèfal va tenir lloc entre l'Imperi Romà d'Orient i els turcs seljúcides a Frígia, el 17 de setembre de 1176.
Després de la derrota imperial en la batalla de Mantziciert (19 d'agost de 1071), i després d'un complex procés que va ocupar al voltant d'un segle, l'àrea central d'Anatòlia havia canviat en tots els aspectes. Els cultius tradicionals gairebé havien desaparegut, en gran manera per la destrucció de la major part dels antics sistemes de regadiu, la població sedentària havia estat desplaçada pels invasors turcs, organitzats en tribus o clans i dedicats al pasturatge. La xarxa viària estava en decadència. Havien aparegut petits nuclis polítics assentats en comarques aïllades. Alguns havien assolit un considerable poder, i eren obertament hostils a l'imperi de Constantinoble. Entre ells destacava l'homogeni i sòlid Soldanat de Rum.
Manuel I Comnè va mantenir la pau amb el soldà de Rum, Kilidj Arslan II, durant la dècada de 1170. Tanmateix, va ser una pau fràgil, ja que els seljúcides volien expandir-se cap a l'oest per Àsia Menor i els romans d'Orient cap a l'est, per recuperar el territori perdut. Manuel va poder recuperar Cilícia i imposar la seva sobirania sobre el principat croat d'Antioquia, a això va ajudar el fet que l'emir d'Alep, Nur-ad-Din Mahmud, morís el 1174; ja que el seu successor Saladí va estar més interessat a Egipte i en debilitar els turcs. Semblava, doncs, factible que l'Imperi capturés la ciutat d'Iconi i recuperés els seus territoris perduts o, almenys, acabés amb l'amenaça seljúcida i les seves constants depredacions.
Kilij Arslan II, sabedor de la seva precària posició, va intentar evitar l'enfrontament i trobar un compromís. Manuel I Comnè no va acceptar cap avinença i, segur de les seves possibilitats, va optar per la guerra. En 1175 es va trencar la treva, quan Kilij Arslan es negà a tornar el territori conquerit als danixmendites (Sivas i Malatya), l'enemic comú de tots dos.

## La marxa
Manuel va reunir un exèrcit tan gran que suposadament s'estenia al llarg de deu milles, i es va dirigir cap a la seva frontera amb els seljúcides. Arslan va voler negociar, però Manuel, convençut de la seva superioritat, va rebutjar qualsevol acord. Va enviar part de les seves forces amb Andrònic Vatatzes cap a Amàsia, mentre que el gruix de les seves tropes es dirigien a la capital seljúcida Iconi. Ambdues rutes travessaven una zona molt boscosa, on els turcs podien preparar emboscades, l'exèrcit que es dirigia a Amàsia va ser destruït en una d'aquestes emboscades, i els turcs van enviar a Manuel el cap d'Andrònic.
Els turcs també van destruir les collites i enverinar les aigües. Aslan va fer constants atacs sobre l'exèrcit romà d'Orient per forçar-lo a dirigir-se al vall del Meandre i prendre un difícil pas entre muntanyes, el Tzyvritzé, davant el qual estaven les ruïnes de la vella fortalesa de Miriocèfal (Μυριοκέφαλον, Miriokéfalon, 'mil cims'), en les altures actualment conegudes com a Rostir Kalesi. Aquest pas, d'uns 25 quilòmetres de longitud, s'inicia amb un estret congost al que segueixen seccions molt sinuoses, irregulars i boscoses, que alternen amplades i estretors, de vegades limitades per vertiginosos precipicis. La zona central és una àmplia plana elevada de gairebé 6 quilòmetres d'amplada. Després, una segona secció estreta similar a la primera continua abans d'obrir-se a la regió perifèrica d'Iconi, ciutat que tot just dista 50 quilòmetres del final del pas.
Els generals més experts de Manuel li prevenir del perill de portar el seu pesant exèrcit a través del difícil congost tenint l'enemic davant, però els prínceps més joves confiaven en les seves proeses i estaven àvids de glòria. Van convèncer Manuel, que coneixia bé el terreny, que seguís avançant, en comptes de retrocedir i flanquejar a través de la ruta que passava per la ciutat de Filomèlion (actual Aksehir).

## Batalla
Un estudi rigorós de les fonts i, sobretot, l'anàlisi del terreny permet afirmar que les tropes romanes d'Orient, en total no superaven els 25.000 homes. En aquestes xifres s'incloïa la força del principat d'Antioquia. Dels turcs és gairebé impossibles donar xifres, si més no aproximades.
L'exèrcit turc semblava esperar el romà d'Orient en les estretors de l'entrada del pas, la qual cosa era, en teoria, l'opció més assenyada, donada la seva teòrica inferioritat. Molt de matinada els dos exèrcits van establir contacte visual. L'avantguarda romana d'Orient (sobretot infanteria) va carregar gairebé immediatament contra els turcs que aparentaven haver estat sorpresos i van emprendre el que semblava una esbojarrada fugida a través del pas.
L'exèrcit romà d'Orient va seguir la seva avantguarda sense prendre més precaucions. Penetrar en tromba pel pas seguint un ordre clàssic «romà». En segon lloc marxaven els regiments d'elit, els tagmes; darrere l'ala dreta, la cavalleria sota el comandament de Balduí de Jerusalem, seguit pel pesat bagatge i la maquinària de setge. Després l'ala esquerra, la guàrdia de l'emperador, i finalment la rereguarda, amb tropes escollides dirigides pel comandant més capaç, Andrònic Vatatzes. Quan l'avantguarda va arribar al final de la primera part del pas, la rereguarda començava a entrar. Les seccions havien perdut contacte i l'exèrcit estava estirat al màxim, sobretot l'ala dreta que intentava no perdre de vista als que marxaven per davant ni tampoc el bagatge i la maquinària de setge, que cada vegada feia més lent el seu camí en aquell espai tan difícil.
En l'exèrcit romà d'Orient també van participar soldats hongaresos, manats pel rei Béla III d'Hongria per ajudar l'emperador Manuel I Comnè contra els seljúcides.
Importants destacaments turcs s'havien amagat entre els arbres i barrancs, en els sectors més propicis d'aquell primer tram del pas. En un moment donat van caure com una marea furiosa sobre l'escampada ala dreta i el bagatge. Els soldats imperials estaven tan estretament amuntegats que amb prou feines podien moure les mans. La carnisseria va ser gran. Balduí mateix va resultar mort, els carros incendiats i els animals jacents van bloquejar el camí. Pel que sembla una inesperada tempesta de sorra que es va desencadenar complicà encara més el panorama per als romans d'Orient que no eren capaços d'entendre bé què estava passant.
Manuel es va adonar que poc podia fer, més que contemplar la matança des de la seva posició, i per un temps no va ser capaç de prendre cap mesura. Els seus millors oficials al final van aconseguir que reaccionés: reunir les seves tropes, les va organitzar en formació tancada perquè s'anessin obrint pas pel congost, netejant d'enemics el recorregut. Empènyer fora els bagatges i carros i permetre que totes les tropes, en caure la tarda, arribessin a la plana oberta de la meitat del pas. Allà l'avantguarda i els tagmes els esperaven, en una posició fortificada a la velocitat del llamp, perquè intuïen que enrere havien ocorregut problemes seriosos.
Durant tota la nit els romans d'Orient van haver de repel·lir els ferotges atacs dels arquers a cavall turcs.

## Conseqüències
L'endemà, Manuel i els seus oficials van poder valorar la situació. L'exèrcit imperial no havia patit pèrdues decisives, i seguia sent molt superior al turc. No obstant això, s'havien perdut el farratge, els aliments i l'aigua, i, sobretot, la maquinària de setge imprescindible per prendre Iconi, la construcció no es podia improvisar. Procedia, per tant, va arribar a un acord amb Kilidj Arslan II, el qual tampoc estava en condicions de batre l'exèrcit imperial. De tal manera, es va acordar que Manuel i el seu exèrcit podrien anar en pau a canvi d'eliminar les seves places fortes i exèrcits de la frontera a Dorilèon i Siblia.
El mateix Manuel va comparar la derrota amb la de Mantziciert, i com en aquell cas, va esdevenir un desastre sense precedents. A Occident, Frederic I va vantar-se d'humiliar a l'emperador Manuel, segons una carta que es conserva, exigint a Manuel que, com a «rei dels grecs», que li tributes la «submissió deguda». Major ultratge no cabia per a qui es considerava el genuí emperador dels romans. Pel que sembla, Manuel, a partir d'aquest dia, mai no va tornar a riure. En realitat, encara que va ser una greu derrota, Miriocèfal no va arruïnar l'exèrcit romà d'Orient. En 1177, les forces imperials ja estaven novament combatent a la zona guanyant alguns territoris perduts. Fins a la seva mort a 1180, Manuel continuà batallant contra els seljúcides amb cert èxit.
Tanmateix, ja no va tornar a intentar, mai més, una altra campanya a gran escala. L'imperi havia perdut la iniciativa, i, igual que a Mantziciert, l'equilibri entre ambdós poders va començar a canviar. Manuel no va tornar a dirigir un gran atac contra els turcs, i aquests van ser lliures de moure's cada vegada més a l'oest, dins del territori romà d'Orient.
Miriocèfal va tenir major impacte psicològic que militar, ja va demostrar que l'imperi encara no podia derrotar els seljúcides, malgrat tots els avenços produïts en el regnat de Manuel. El problema era que l'emperador havia distret recursos per a la lluita contra els seljúcides amb infructuoses aventures a Itàlia i Egipte. Això va donar als seljúcides temps suficient per atrinxerar i armar les seves hosts. Finalment, Manuel va cometre errors tàctics molt greus, en no explorar adequadament el territori i comportar-se de manera temerària, el que va conduir al seu exèrcit a una emboscada.
Amb la mort de Manuel, i després del tràgic final de l'usurpador Andrònic I Comnè, l'Imperi va caure en el caos i l'apatia, ja no seria capaç d'emprendre una gran ofensiva a l'est. En darrer terme, la derrota va significar que els romans d'Orient van perdre definitivament el control sobre l'altiplà d'Anatòlia.